# Peter Daniell Porsche
Peter Daniell Porsche (* 17. September 1973 in Stuttgart) ist ein Urenkel von Ferdinand Porsche, er ist als Unterstützer von anthroposophischen Einrichtungen in Salzburg bekannt und verfolgt mit seiner PDP Holding GmbH nachhaltiges, aktives Beteiligungsmanagement.

## Leben
Porsche, Sohn von Hans-Peter Porsche (* 1940) und Enkel von Ferry Porsche, besuchte in Salzburg den Waldorfkindergarten und anschließend die neu gegründete Rudolf-Steiner-Schule. Nach dem Abitur in Stuttgart studierte er in der Schweiz Waldorfpädagogik und in Berlin Musiktherapie.
Später übernahm er eine Klasse an der Paracelsus-Schule in Salzburg, wurde dort bald zum Vereinsobmann gewählt und steckte einen Teil seines Vermögens in den Bau des neuen Schulgebäudes in Sankt Jakob am Thurn. An dieser „Bildungsstätte für seelenpflege-bedürftige Kinder und Jugendliche“ werden Schüler unterrichtet, die in großen Klassen nicht zurechtkommen.
Die Rudolf-Steiner-Schule in Salzburg-Langwied unterstützte er als Förderer und Gönner.
Im Jahr 2014 gründete Porsche die PDP Holding GmbH mit Sitz in Salzburg. Die Holding ist an Unternehmen aus den Wirtschaftsbereichen Innovative Technologien, Ressourcenmanagement, Verlagswesen sowie Gastronomie & Kultur mehrheitlich beteiligt und agiert im nachhaltigen wirtschaftlichen Sinn erfolgsorientiert. Die PDP Holding GmbH wird von Geschäftsführer Rafael Walter geleitet und befindet sich zu 100 % in Porsches Besitz.
Porsche ist seit 2015 im Aufsichtsrat von Škoda Auto tätig sowie stellvertretender Vorsitzender der VW-Belegschaftsstiftung und Beirat von Porsche Design. Seit 2018 ist er im Aufsichtsrat der Porsche Automobil Holding SE tätig. Darüber hinaus ist er Mitglied des Aufsichtsrats der Porsche Holding GmbH in Salzburg.

## Werke
- Das Vorhangschloß und andere Merkwürdigkeiten. Polzer, Salzburg 2006, ISBN 3-9501388-2-X
- Der Zitronenfalter und schwerwiegende Leichtfertigkeiten. Polzer, Salzburg 2007, ISBN 978-3-9501388-6-3
- Im Reich der Zwerge. Polzer, Salzburg 2008, ISBN 978-3-902658-03-6
- Der Wegweiser und seltene Häufigkeiten. Polzer, Salzburg 2008, ISBN 978-3-902658-02-9
- Ein Porsche geht auf Reisen. Polzer, Salzburg 2009, ISBN 978-3-902658-11-1
- Das große Buch der Schulstreiche. Polzer, Salzburg 2010, ISBN 978-3-902658-21-0
- Die Kunst zu leben. Polzer, Salzburg 2010, ISBN 978-3-902658-20-3
- Sankt Nikolaus und Knecht Ruprecht. Polzer, Salzburg 2010, ISBN 978-3-902658-29-6
- KinderGlück. Polzer, Salzburg 2011, ISBN 978-3-902658-50-0
- Es gibt noch mehr im Leben als Autos bauen. Hanser, München 2012, ISBN 978-3-446-42918-5
- mit Robert Rosenstatter (Hg.): Die Bio-Heu-Region. Kunstschrift, Salzburg 2017, ISBN 978-3-99053-024-5